# Cernusco sul Naviglio (métro de Milan)
Pour les articles homonymes, voir Cernusco sul Naviglio (homonymie).
Cernusco sul Naviglio est une station de la ligne 2 du métro de Milan, située sur la commune de Cernusco sul Naviglio.